# Thomas Pöck
Thomas Pöck (* 2. prosince 1981 v Klagenfurtu, Rakousko) je bývalý rakouský profesionální hokejový obránce se zkušenostmi z NHL.
Do vrcholového hokeje vstoupil v EC KAC Klagenfut v rakouské hokejové lize. V letech 2000 až 2004 hrával univerzitní severoamerickou soutěž za University of Massachusetts. Nebyl draftován, ale v roce 2004 podepsal smlouvu s New York Rangers, za které odehrál celkem 59 utkání ve čtyřech sezónách. Většinu doby ale strávil v Hartford Wolf Pack v AHL. Jeho poslední sezónou v NHL byl ročník 2008/2009, kdy působil v konkurenčním New York Islanders. Celkem v NHL hrál ve 118 utkáních, vstřelil 8 gólů a připsal si 9 asistencí. V roce 2009 podepsal dvouletý kontrakt s týmem nejvyšší švýcarské ligy Rapperswil-Jona Lakers. Následující dvě sezóny odehrál za švédské MODO a Lake Erie Monsters v AHL, poté se vrátil do mateřského EC KAC, kde odehrál tři sezóny. Jeho posledním klubem byl Graz 99ers v ročníku 2016/2017.

## Klubové statistiky
| Sezona       | Klub                        | Soutěž       | Základní část | Základní část | Základní část | Základní část | Základní část | Play off | Play off | Play off | Play off | Play off |
| Sezona       | Klub                        | Soutěž       | Z             | G             | A             | B             | TM            | Z        | G        | A        | B        | TM       |
| ------------ | --------------------------- | ------------ | ------------- | ------------- | ------------- | ------------- | ------------- | -------- | -------- | -------- | -------- | -------- |
| 1998–99      | EC KAC                      | AUT          | 31            | 0             | 0             | 0             | 2             | —        | —        | —        | —        | —        |
| 1999–00      | EC KAC                      | AUT          | 13            | 1             | 4             | 5             | 14            | —        | —        | —        | —        | —        |
| 2000–01      | University of Massachusetts | NCAA         | 33            | 6             | 6             | 12            | 59            | —        | —        | —        | —        | —        |
| 2001–02      | University of Massachusetts | NCAA         | 23            | 5             | 7             | 12            | 26            | —        | —        | —        | —        | —        |
| 2002–03      | University of Massachusetts | NCAA         | 37            | 17            | 20            | 37            | 46            | —        | —        | —        | —        | —        |
| 2003–04      | University of Massachusetts | NCAA         | 37            | 16            | 25            | 41            | 48            | —        | —        | —        | —        | —        |
| 2003–04      | New York Rangers            | NHL          | 6             | 2             | 2             | 4             | 0             | —        | —        | —        | —        | —        |
| 2004–05      | Hartford Wolf Pack          | AHL          | 50            | 1             | 5             | 6             | 55            | 6        | 0        | 1        | 1        | 8        |
| 2004–05      | Charlotte Checkers          | ECHL         | 3             | 0             | 2             | 2             | 2             | —        | —        | —        | —        | —        |
| 2005–06      | Hartford Wolf Pack          | AHL          | 67            | 15            | 46            | 61            | 99            | 6        | 0        | 3        | 3        | 15       |
| 2005–06      | New York Rangers            | NHL          | 8             | 1             | 1             | 2             | 4             | —        | —        | —        | —        | —        |
| 2006–07      | New York Rangers            | NHL          | 44            | 4             | 4             | 8             | 16            | 4        | 0        | 3        | 3        | 4        |
| 2006–07      | Hartford Wolf Pack          | AHL          | 4             | 0             | 1             | 1             | 2             | —        | —        | —        | —        | —        |
| 2007–08      | New York Rangers            | NHL          | 1             | 0             | 0             | 0             | 0             | —        | —        | —        | —        | —        |
| 2007–08      | Hartford Wolf Pack          | AHL          | 74            | 7             | 37            | 44            | 63            | 5        | 0        | 0        | 0        | 8        |
| 2008–09      | New York Islanders          | NHL          | 59            | 1             | 2             | 3             | 35            | —        | —        | —        | —        | —        |
| 2009–10      | Rapperswil-Jona Lakers      | NLA          | 49            | 11            | 22            | 33            | 58            | —        | —        | —        | —        | —        |
| 2010–11      | Rapperswil-Jona Lakers      | NLA          | 47            | 8             | 17            | 25            | 40            | —        | —        | —        | —        | —        |
| 2011–12      | MODO Hockey                 | SEL          | 55            | 9             | 16            | 25            | 32            | 6        | 0        | 0        | 0        | 6        |
| 2012–13      | Lake Erie Monsters          | AHL          | 62            | 11            | 22            | 33            | 61            | —        | —        | —        | —        | —        |
| celkem v NHL | celkem v NHL                | celkem v NHL | 118           | 8             | 9             | 17            | 55            | 4        | 0        | 3        | 3        | 4        |